# Isigny-sur-Mer (comuna delegada)
Isigny-sur-Mer é uma antiga comuna francesa na região administrativa da Normandia, no departamento de Calvados. Estende-se por uma área de 61,44 km². Em 2010 a comuna tinha 3 662 habitantes (densidade: 59,6 hab./km²).
Em 1 de janeiro de 2017 foi expandida ao ser fundida com as comunas de Castilly, Neuilly-la-Forêt, Les Oubeaux e Vouilly, formando a nova comuna de Isigny-sur-Mer.

## Vert também
- Lista de comunas de Calvados